# Sárkány híd
A Sárkány híd (szlovén neve Zmajski most) a szlovén főváros, Ljubljana egyik átkelője a Ljubljanica folyó felett. Nevét a négy sarkán álló sárkányszobrokról kapta. A rácsos szerkezetű vasbeton híd ma műszaki műemlék.

## Építése
Ljubljana városa 1888-ban, I. Ferenc József császár trónra lépésének negyvenedik évfordulójára hozta meg a döntést az új híd megépítéséről. A Jubileum hidat, amelyet csak 1919-ben neveztek át Sárkány hídra a város középkori magjának szélére tervezték. Az ötlet Ivan Hribartól, a város polgármesterétől származott, aki egy új körutat akart létrehozni a régi városrész körül.
A hidat Jurij Zaninovič tervezte, aki Otto Wagner bécsi építészeti iskolájában végzett. Építője az osztrák mérnök, Josef Melan volt, aki merev, rácsos szerkezetű öntöttvas elemeket használt a betonvasak helyett. 1901-ben, amikor az átkelő ünnepélyes megnyitóját tartották, a harmadik legnagyobb, Melan-rendszerű híd volt a világon.
Európának ebben a részében ez volt az első vasbeton híd. A híd boltívét és korlátjait a kor szecessziós hatásának megfelelően növényelemekkel és az akkor népszerű Viribus unitis (Egyesült erőkkel) felirattal díszítették. Kerültek rá német és szlovén nyelvű emléktáblák is, ezek közül az az előbbiek az 1918-as politikai változások után eltűntek. A bronzkandelábereket Bécsben öntötték. A híd négy sarkára a város jelképére utaló réz sárkányszobrok kerültek. Ezek szintén Bécsben, az A. M. Beschoner díszítőüzemben készültek. A hidat 1983–1984-ben felújították. A híd műszaki műemlék.

## Érdekesség
Egy városi legenda szerint a híd sarkában álló sárkányok megcsóválják a farkukat, ha egy szűzlány megy át az átkelőn.